# Кавалерские дома (Петергоф)
Кавале́рские дома — комплекс исторических зданий в Петергофе. Построены в 1799—1801 гг. Объект культурного наследия федерального значения. Расположены вдоль Правленской улицы.

## История
Существующие дома были возведены по проекту архитектора Ф. П. Броуэра для размещения придворных чинов и обслуживающего штата дворцов. Они пришли на смену деревянным Кавалерским домам, которые были возведены в 1732 году по проекту М. Г. Земцова. За рядом домов находились Кавалерский и Мастеровой дворы. На месте части старых домов были возведены нынешние Кавалерские дома, часть деревянных домов сохранялась до постройки на их месте двух Фрейлинских домов в 1853—1858 гг.
Особое место занимает дом с башней, выходящий на Санкт-Петербургский проспект (иногда не включается в комплекс Кавалерских). Башня была ещё в первоначальном деревянном комплексе, она предназначалась для колокола, который возвещал о начале рабочего дня для строителей Петергофа. После того, как дом был перестроен в камне (помимо Броуэра, в проектировании участвовал И. Е. Старов, но строительство вёл Броуэр), сохранили старый колокол на новой башне. В доме размещалось Петергофское дворцовое правление, а также чертёжный архив. От правления получила своё название Правленская улица. В 1831 году в первом этаже башни была оборудована Крествоздвиженская церковь, которая была единственной в Новом Петергофе. 9 сентября 2005 г., в ознаменование 300-летию Петергофа, в башне дома был открыт карильон. Дом частично остаётся жилым.

## Архитектура
Кавалерские дома представляют собой каменные одноэтажные классицистические строения. Фасады гладкие, с прямоугольными вытянутыми окнами. Дома не имеют декора, кроме прямолинейного карниза с тонким профилированным пояском под ним.

## Список домов
- Правленская улица, 1 (угловой дом) — музей «Государевы потехи»
- Правленская улица, 2 — музей игральных карт
- Правленская улица, 4 — музей коллекционеров
- Правленская улица, 6
- Правленская улица, 8
- Правленская улица, 10 — отдел реставрации и реконструкции ГМЗ «Петергоф»
- Правленская улица, 12 (дом Петергофского дворцового правления) — Петергофский музей восковых фигур

Согласно одним источникам, аналогичной историей и названием, но другим статусом охраны ( Объект культурного наследия народов РФ регионального значения. Рег. № 781711203780005 (ЕГРОКН). Объект № 7832356000 (БД Викигида)) обладает также дом по Калининской улице, 9. Согласно другим, этот дом был построен в 1909-1932 годах.